# Яковчик, Климент Мартинович
Климент Мартинович Яковчик (встречается написание Климентий Мартынович; бел. Клімент Марцінавіч Якаўчык; 7 ноября 1898 года, деревня Дольная Свислочь, Гродненский уезд, Гродненская губерния — 1941) — белорусский советский поэт, переводчик, критик. Писал по-русски.

## Биография
Климент Яковчик родился в 1898 году в деревне Дольная Свислочь Гродненского уезда Гродненской губернии (в настоящее время — деревня Свислочь Гродненского района Гродненской области). Учился в свислочском училище, затем в Ново-Вилейской семинарии. В 1918 году уехал из Беларуси и обосновался в Самаре, где публиковал стихи, затем переехал в Москву и поступил в Высший литературно-художественный институт имени В. Брюсова. Получив высшее образование, устроился на работу в Московское государственное издательство.
Печатался в периодических издания Москвы и Ленинграда. Одним из первых начал переводить белорусскую литературу на русский язык. В 1929—1935 годах в его переводе увидели свет русские издания повестей, рассказов и романа «Язеп Крушинский» Змитрока Бядули, повести Якуба Коласа «В глуши Полесья», сборника рассказов «На изломе» Янки Неманского , повести «Переполох на межах» и романа «Сквозь годы» Платона Головача, стихов белорусских поэтов. Помимо поэзии и переводов Яковчик занимался литературной критикой, публикуя статьи под псевдонимом К. Кундиш.
В начале Великой Отечественной войны Климент Яковчий записался в оболчение и был призван в ряды Красной Армии 31 июля 1941 года. Он участвовал в обороне Москвы, и последнее письмо жене датируется октябрем 1941 года (Якаўчык К. // Беларускія пісьменнікі. Бібліяграфічны слоўнік / Пад рэд. А.І. Мальдзіса. Т. 6. - Мінск, 1995. - С. 472). Считается пропавшим без вести с декабря 1941 года, предположительно погиб в ноябре.

## Память
Имя Климента Яковчика помещено на мемориальную доску в московском Доме литераторов.